# Ісідро де Алаїс Фабрегас
Ісідро де Алаїс Фабрегас (ісп. Isidro de Alaix Fábregas; 1790 — 15 жовтня 1853) — іспанський військовик і політик, міністр оборони, виконував обов'язки голови уряду країни впродовж одного дня у грудні 1838 року. Учасник Першої карлістської війни, війни проти французів, а також боротьби проти повсталих південноамериканських колоній.
Він завдав серйозної поразки карлістському генералу Мігель Гомес Дамас у Битва при Вільярробледо, що призвело до його підвищення до звання генерала та отримання титулу Віконт Вільярробледо, а також нагороджений Хрестом Святого Фернандо. Пізніше він служив довічним сенатором, міністром війни і виконував обов'язки президента Ради міністрів з 9 грудня 1838 року по 3 лютого 1839 року — фактично виконуючи обов'язки глави іспанського уряду.
Як міністр війни він підписав Вергарський договір, який завершив Першу карлістську війну, і тим самим отримав титул Граф Вергара.
Він помер у Мадрид.